# Lourches
 Lourches  là một xã ở tỉnh Nord ở miền bắc nước Pháp. Xã này có 2,65 diện tích km², dân số năm 1999 là 3781 người. Xã nằm ở khu vực có độ cao trung bình 38 mét trên mực nước biển. 